# Нерца (приток Боровны)
Нерца — река в России, протекает по Окуловскому району Новгородской области, исток реки в Крестецком районе. Устье реки находится в 0,9 км по левому берегу реки Боровны. Длина реки составляет 24 км.

## Данные водного реестра
По данным государственного водного реестра России относится к Балтийскому бассейновому округу, водохозяйственный участок реки — Мста без р. Шлина от истока до Вышневолоцкого г/у, речной подбассейн реки — Волхов. Относится к речному бассейну реки Нева (включая бассейны рек Онежского и Ладожского озера).
Код объекта в государственном водном реестре — 01040200212102000021015.

## Топографические карты
- Лист карты O-36-66 Крестцы. Масштаб: 1 : 100 000. Состояние местности на 1983 год. Издание 1987 г.
- Лист карты O-36-54 Торбино. Масштаб: 1 : 100 000. Состояние местности на 1983 год. Издание 1988 г.
- Лист карты O-36-67 Горушки. Масштаб: 1 : 100 000. Издание 1978 г.
- Лист карты O-36-55 Окуловка. Масштаб: 1 : 100 000. Издание 1978 г.